# 沃尔夫条款
沃尔夫条款（英語：Wolf Amendment）是美國聯邦政府自《2011财年国防与全财年延续拨款法案》后历年均载入其相关拨款法案中的一条条款，因该条款由弗兰克·沃尔夫提出而称为沃尔夫条款，其条款内容是要求美国国家航空航天局（NASA）和白宮科學和技術政策辦公室（OSTP）未经授权不得使用法案拨付的资金与中華人民共和國政府进行技术交流，也不能使用该资金與中国政府聯合開展任何科学活动等。此后数年针对该条款的授权相关事项经过多次修改，但其中限制NASA等美国机构与中国合作的原则未有改变，自2011年本条款推出后至2024年间，美国方面仅于2019年授权美中进行过一次航天合作。

## 初版条款内容
2011年4月，第112届美国国会批准了SEC 539號國會法令，并由总统奥巴马签署生效，该法令又名《2011财年国防与全财年延续拨款法案》，其中的第1340款即为沃尔夫条款，要求NASA与OSTP未经授权禁止使用法案拨付的资金与中華人民共和國政府进行技术交流。
Sec. 1340.
 (a) None of the funds made available by this division may 
be used for the National Aeronautics and Space Administration or the 
Office of Science and Technology Policy to develop, design, plan, 
promulgate, implement, or execute a bilateral policy, program, order, or 
contract of any kind to participate, collaborate, or coordinate bilaterally in any way with China or any Chinese-owned company unless such activities are specifically authorized by a law enacted after the date of enactment of this division.
    (b) The limitation in subsection (a) shall also apply to any funds used to effectuate the hosting of official Chinese visitors at facilities belonging to or utilized by the National Aeronautics and Space Administration.
 — Public Law 112-55, SEC. 539

## 历史
2010年，众议院議員約翰·庫爾伯森曾要求總統贝拉克·奥巴马禁止美国国家航空航天局（NASA）和中国国家航天局合作。
2011年，美國眾議院撥款委員會商业、司法、科学及相关机构小组委员会主席沃尔夫在当年的美国财务开支法案中就添加了一条禁令，禁止中美两国之间任何与NASA有关或由白宮科學和技術政策辦公室协调的联合科研活动，以及以反間諜为由禁止NASA所有设施接待“中国官方访问者”。
2013年，NASA拒绝了6名中国科学家（包括在美国工作的中国科学家）参加一个天文学术会议，後來沃爾夫辦公室向NASA解释理解错误条款，最终NASA重新邀请该6名中国科学家出席会议。
2017年3月21日，美国驻華大使馆拒绝向负责中国月球和火星开发计划的中国月球和空间探测工程中心副主任于国斌发放美國簽證。
2019年在嫦娥四号任务中，美國使用其衛星監控降落，該次由美國國會授權中美合作。
2023年11月29日，NASA尋求美國國會允許研究人員申請獲取中國嫦娥五号採集到的月球土壤樣品，理由是該樣品太獨特，且位於NASA尚未採樣的區域。

## 争议
2013年9月底，NASA局長查尔斯·伯尔登援引沃爾夫條款禁止六名中國學者參加11月4日至8日在位于加州的NASA艾姆斯研究中心的天文會議（第二屆開普勒科學會議）。該會議涉及NASA的克卜勒太空望遠鏡项目，由美国与国际研究团队报告寻找太阳系外行星的研究结果。由於無故禁止參加學術會議屬於嚴重冒犯行為，事件引起多位美英著名科學家不滿，並號召抵制會議。其中包括艾姆斯研究中心的马克·麦瑟史密斯（Mark Messersmith），耶鲁大学天文學教授黛布拉·费舍尔，英國牛津大学天体物理学教授克里斯·林托特，加州大學柏克萊分校天文學教授傑佛瑞·馬西等一些重量級科學家也決定不參加這次會議。鑒於事情鬧大，沃爾夫辦公室寫了封公開信給伯爾登尋求糾正，認為伯爾登錯誤理解了沃爾夫條款。當時正值美國政府停擺，直到10月17日美國政府重新開門後，NASA隨後“糾正了上述決定”。美國有线电视新闻网21日說，NASA禁止中國學者出席11月4日至8日召開的第二屆開普勒科學大會，似乎是誤讀美國國安法規定；NASA已致信中國科學家，重新邀請他們。
2022年，NASA局长比爾·納爾遜指責中国没有主动提出合作，他表示「跳探戈需要两个人（it takes two to tango）」，認為中國“缺乏透明性以及合作的意愿”。但被部分輿論炮轟，认为沃爾夫條款才是導致中美航天合作停滯不前的主因。

## 評價
- 在中國航天科學家被禁參加NASA舉辦的會議後，英國第十五任皇家天文學家马丁·里斯爵士稱，這項禁令是“美國可悲的‘乌龙球’”（deplorable 'own goal' by the US）[8]。
- 有望获得诺贝尔奖的加州大學伯克利分校天文學教授傑佛瑞·馬西认为，這項禁令“完全可恥且不道德”（completely shameful and unethical）[8]。
- 有观点认为，正是该条款加速了中国推进自己的空间站建设的步伐[9]。

## 外部連結
- The Space Review: Defanging the Wolf Amendment （页面存档备份，存于）
- Bad Idea: The Wolf Amendment (Limiting Collaboration with China in Space) | Defense360 （页面存档备份，存于）
- The Wolf Agreement in details - Space Legal Issues （页面存档备份，存于）
- Can the US start cooperating with China — in space? （页面存档备份，存于）
- 美国《2011财年国防与全财年延续拨款法案》正文 （页面存档备份，存于）（第1340款为沃尔夫条款）（英文）
- 美国《2022年综合拨款法案》正文 （页面存档备份，存于）（第526款为沃尔夫条款）（英文）